# Aicha Duihi
Aicha Duihi é uma activista dos direitos humanos saarauí que é presidente do Observatório do Sahara para a Paz, a Democracia e os Direitos Humanos e que se manifestou contra os acampamentos da Frente Polisário na província de Tindouf no sudoeste da Argélia, na fronteira com o Sahara Ocidental. Especificamente, Duihi serve como porta-voz das pessoas sequestradas e cativas mantidas nos campos da Polisario e busca combater a propaganda e a desinformação dirigida às mulheres vulneráveis.

## Activismo
Como presidente do Observatório do Sahara, Duihi é responsável por se comunicar com outras ONGs sobre áreas de preocupação e interesse. Com a Rede Independente de Direitos Humanos e a Liga Sahara para Democracia e Direitos Humanos, Duihi emitiu uma declaração condenando o silêncio internacional sobre o estado dos campos da Polisario em Tindouf e Lahmada, apelando especificamente a julgamentos arbitrários e prisões de jornalistas e activistas de direitos humanos.
Duihi também fez lobby ao Conselho de Segurança das Nações Unidas para abordar a desigualdade e a discriminação com base no sexo em relação ao papel das mulheres no estabelecimento da paz na região. Para tal, tem ajudado na criação de inúmeras iniciativas e projetos de cidadania que visam a melhoria das crianças, bem como iniciativas que procuram conter o tráfico de seres humanos.

## Reconhecimento
- Em 2019, Aicha Duihi recebeu o Prémio Europeu de Liderança Feminina Internacional no Parlamento Europeu.[3]